# Rudolf Zgoda
Rudolf Zgoda (6. dubna 1916 Kojetín – 9. října 1978) byl český fotbalový útočník (pravé křídlo, později pravá spojka).

## Hráčská kariéra
V I. lize hrál během války za SK Prostějov, aniž by skóroval. Z Prostějova se vrátil do rodného Kojetína, kde nastupoval až do konce války. Po válce hrál krátce v Přerově, kde byl zaměstnán v podniku Kazeto (Karel Zejda továrna). Později pracoval v PAL Kroměříž a fotbal hrál za Nezamyslice. Po skončení aktivní činnosti ve druhé polovině 50. let 20. století se stal trenérem A-mužstva Nezamyslic, které vedl až do své smrti.

### Prvoligová bilance
| Ročník          | Zápasy | Góly | Minuty | Klub         |
| --------------- | ------ | ---- | ------ | ------------ |
| I. liga 1939/40 | 2      | 0    | 180    | SK Prostějov |
| CELKEM I. LIGA  | 2      | 0    | 180    |              |